# Szpital św. Jerzego w Elblągu
Szpital św. Jerzego – szpital staromiejski w Elblągu, pierwotnie część kompleksu, w skład którego wchodził także kościół św. Jerzego. 
Pierwsze dane, które zostały wyszczególnione w dokumentach, znajdują się w najstarszej księdze czynszowej z lat 1295–1299. Szpital został założony na terytorium staromiejskim i należał do miasta. W latach 30. XIV wieku został skomunikowany z miastem za pomocą, biegnącej po grobli, utwardzonej drogi; grobla, od wezwania szpitala, znana była jako Grobla św. Jerzego. W miarę pełne dane o kwotach wpłacanych przez przyjmowane osoby pochodzą z lat 1410–1414, dla tego okresu dysponujemy umowami o przyjęciach z księgi rachunkowej szpitala oraz informacjami o wysokości sum przejmowanych z tego tytułu bezpośrednio do kasy miejskiej. Wysokość opłaty (zwykle uiszczanej w ratach) wynosiła 110, 120 i 140 grzywien dla małżeństw i zwykle 50 grzywien dla osób samotnych. Z wpłaconych kwot budżet miasta zasilało z reguły więcej niż 50% sumy. Środki na utrzymywanie szpitala pozyskiwano także ze zbiórek Mit der tofil, a także z odpustów. Szpital miał swoje nieruchomości i łąki oraz plac drzewny w mieście. Niektórzy z mieszczan i mieszkańców przekazywali na jego rzecz po śmierci swój majątek. Powoływani zarządcy szpitali prowadzili także działalność gospodarczą, również użyczali pożyczek na procent. Wydatki szpitala obejmowały przede wszystkim zakup żywności, pensje dla personelu, materiał na ubrania i buty dla prebendariuszy oraz remonty i budowy. 
Do szpitala, który leżał 600 metrów na północ od miasta, na końcu dzisiejszej ulicy Robotniczej, trafiali w tamtym okresie przeważnie trędowaci; choroba ta powodowała, iż należało izolować chorych. W roku 1400 spaleniu uległa szpitalna kaplica. W trakcie przeszukiwania pogorzeliska mnisi mieli znaleźć stopione srebra liturgiczne, a obok nich nienaruszoną hostię, co uznano za znak od Boga. Na pamiątkę tego faktu brat Helwig Schwan wystawił kościół Bożego Ciała pod miastem. W 1409 zbudowano wodociąg, aby łatwiej czerpać wodę ze studni. W tymże czasie naprawiono również łaźnię. 
Kolejna grupa osób, która trafiała do szpitala, to umysłowo chorzy, których w szczególnych wypadkach wywożono na Mierzeję Wiślaną. W bliżej nieznanym czasie dobudowano do niego od południa drugi (mniejszy) budynek. W pomieszczeniach szpitalnych znajdowała się wielka izba, kilkanaście małych izb (jedno- i dwuosobowych), izba szafarza, komory, kostnica oraz specjalna izba do odprawiania nabożeństw. W przytułku znajdowała się również publiczna łaźnia.
Oba leprozoria pw. św. Jerzego, wraz ze szpitalem św. Ducha, początkowo należały do Zakonu. Jednocześnie w mieście funkcjonowały także należące do miasta szpitale św. Elżbiety i św. Brygidy.